# روبرت والفورت
روبرت والفورت (بالإنجليزية: Robert Wilfort)‏ هو ممثل بريطاني، ولد في 20 أبريل 1977 في المملكة المتحدة.

## أعمال

### أفلام
- (2005) هاري بوتر وكأس النار

## وصلات خارجية
- روبرت والفورت على موقع IMDb (الإنجليزية)
- روبرت والفورت على موقع ألو سيني (الفرنسية)
- روبرت والفورت على موقع أول موفي (الإنجليزية)
- روبرت والفورت على موقع قاعدة بيانات الأفلام السويدية (السويدية)
- روبرت والفورت على موقع قاعدة بيانات الفيلم (الإنجليزية)
- روبرت والفورت على موقع كينوبويسك (الروسية)